# 신디니움목
신디니움목(Syndiniales)은 해양성 와편모충류 목의 하나이다. 산모류 섬모충류와 갑각류, 어류, 원생생물, 조류 그리고 기타 와편모충류의 내부 공생으로만 발견된다. 3개 과에 40여 종으로 이루어져 있다.

## 하위 과
- 아모이보프리아과 (Amoebophryaceae)
  - 아모이보프리아속 (Amoebophrya)
- 스파이리파라과 (Sphaeriparaceae)
  - Atlanticellodinium
  - 스파이리파라속 (Sphaeripara)
- 신디니움과 (Syndinidae) - 콕키디니움목으로 분류하기도 한다.